# Peter Kremer
Peter Kremer (Brilon, 18 febbraio 1958) è un attore tedesco noto per aver interpretato le prime 6 stagioni di "Siska" nel ruolo del protagonista.

## Biografia
È nato a Brilon-Wald; il padre è ingegnere e la madre attrice. 
Ha studiato recitazione alla Folkwangschule ad Essen ed ha lavorato su palcoscenici prestigiosi tra cui Francoforte, la Schauspielhaus di Zurigo, lo Schiller Theater di Berlino, il Münchner Residenztheater di Monaco di Baviera e il Teatro della Ruhr.
L'attore vive in uno dei piccoli pittoreschi borghi che si affacciano sul lago di Starnberg, in Baviera con la moglie Ulrike - una dottoressa specializzata in medicina cinese - e due figli: Frederic e Lucy.
Helmut Ringelmann lo ha scelto dopo averlo visto recitare al Prinzregententheater di Monaco di Baviera. Peter Kremer non è un fan del genere poliziesco e della serie «Derrick» non ne ha viste più di cinque o sei puntate.
Per la Scuola di Cinema e Televisione di Monaco, ha girato nel 2004 «Weiße Stille». In questa pellicola ha interpretato il ruolo di un soldato durante la Seconda Guerra Mondiale. A 2000 metri, in una solitaria postazione tra il freddo e le nevi, quattro militi devono combattere, oltre che con le difficoltà e le avversità esterne, anche con un mutamento interiore, soli con la paura e il silenzio.

## Film e serie TV
- 2013, Unsere Mütter, Unsere Väter
- 2008, Geld.Macht.Liebe, Regia: Christine Kabisch
- 2007, Die Frau vom Checkpoint Charlie
- 2005, Pfarrer Braun - Der unsichtbare Beweis, Regia: Ulrich Stark
- 1998-2004, "Siska", Regia: H. J. Tögel/V. Glowna
- 1996, "Ausgerastet", Regia: H. Brühl; "Kalkuliertes Risiko",
- 1997, "Der Alte", Regia: H.J. Tögel; "Einsatz in Hamburg-Süd", Regia: I. Hofmann Regia: M. Kennedy
- 1994, "Alles außer Mord", Regia: M. Rothermund; "L'ispettore Derrick", Regia: H. Tappert; "Mann ohne Schatten", Regia: Zbyněk Brynych
- 1993, "L'ispettore Derrick" ("Derrick"), Regia: Grädler/Kotulla
- 1992-1993, "Il commissario Kress" ("Der Alte"), Regia: Brynych/Ashley
- 1988, "Tatort", Regia: Zahnke
- 1986, "Sansibar oder der letzte Grund", Regia: B. Wicki
- 1982, "Schlagschatten", Regia: I. Schuhmacher
- 1981, "Der Irrgarten", Regia: T. Klan